# Ромуальд Хойнацький
Ромуальд Хойнацький (пол. Romuald Chojnacki; 1816, Варшава — 1885, Одеса) — художник польського походження, майстер портретів та релігійних полотен.

## Біографія
Ромуальд Хойнацький народився у Варшаві в 1816 році в родині капітана (згодом полковника) Війська Польського Юзефа Пьотра Хойнацького. Мати померла, коли хлопчику було 6 років. У віці 12 років почав навчання у Калишському кадетському корпусі, де перебував до смерті батька у 1830 році.
Осиротілий Хойнацький, не маючи житла був переданий під опіку друзям батька Антонію Рудницькому та графу Ледуховському. Тоді ж Хойнацький починає навчання у варшавському ліцеї. В цей час Хойнацький починає навчання живопису у Олександра Кокулара.
У 1840 році на виставці у Варшаві з'явилась перша картина художника, яка була відмічена почесною грамотою. Восени цього ж року Хойнацький отримує диплом про закінчення художньої студії.
У 1842 році за сприянням уряду продовжив навчання живопису в Італії, де провів два роки й став послідовником італійської школи живопису.
Після повернення до Варшави Ромуальд Хойнацький почав створювати портрети та картини на релігійну тематику, а у 1845 році за картину історичного змісту Хойнацького нагороджено срібною медаллю. Його роботи купує князь І. Ф. Паскевич, що дає змогу на подальше навчання в Європі. До 1848 року Хойнацький відвідує Неаполь, Марсель, Париж, Брюссель та ін.
Після повернення до Варшави у 1848 році Ромуальд Хойнацький одружується на Емілії Грабовської. Цього ж року в нього розвинулась невиліковна хвороба (частковий параліч ніг), від якої художник страждав до самої смерті.
У 1849 році в родині Хойнацьких народжується син Олександр.
Лікарі радять поїздку для купання у чорноморських лиманах. Ромуальд Хойнацький переїхав спочатку на Поділля, де працює над розписами храмів. З 1850 року оселяється в Одесі, як виявилось на все життя.
У 1865 році Хойнацький був серед фундаторів та викладачів Одеської малювальної школи. Узявши участь у Першій виставці Одеського товариства витончених мистецтв, Хойнацький представив дві історичні картини «Епізод війни за грецьку незалежність» та «Ян Гус захищає своє вчення», а також до десяти портретів.
Виконав роботи для одного з костелів Одеси. Робота майстра «Молода жінка в повний зріст», була виставлена у 1883 році в Варшаві. Прибуток з виставки художником передано до Будинку Товариства витончених мистецтв Варшави.
За два дні до смерті, у березні 1885 року в Одесі, Ромуальд Хойнацький завершив портрет та дві історичні картини.

## Творчий доробок
Роботи художника зберігаються у Варшавському народному музеї, Національному музеї в Кракові, Саратівському державному художньому музеї, Державному музеї образотворчих мистецтв імені О. С. Пушкіна, Львівської національної галереї мистецтв імені Б. Возницького, Винницькому краєзнавчому музеї, та Одеському художньому музеї і Одеському музеї західного та східного мистецтва.

Багато творів Хойнацького було у приватних колекціях Волині та Поділля, а про деякі його твори відомо лише зі згадок. У 1845 році у Варшаві він виставив картину «Богоматір, що стоїть на колінах». У своєму есе, присвяченому Хойнацькому, Анна Лебет-Міняковська згадує: «Портрет двох дівчат» (напередодні Другої світової війни в колекції маєтку Красіньських у Варшаві), «Чумаки», «Україна», «св. Георгій», «Христос на хресті».

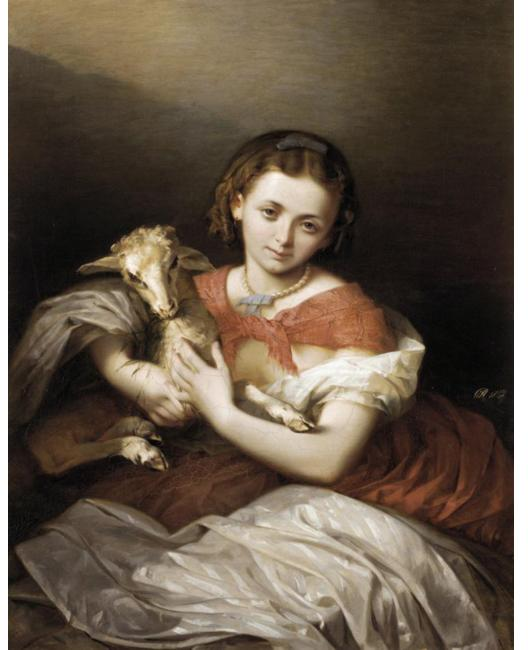
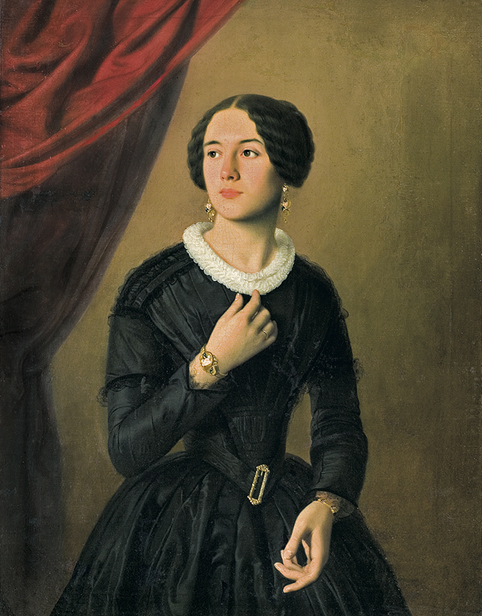
Портрет дружини
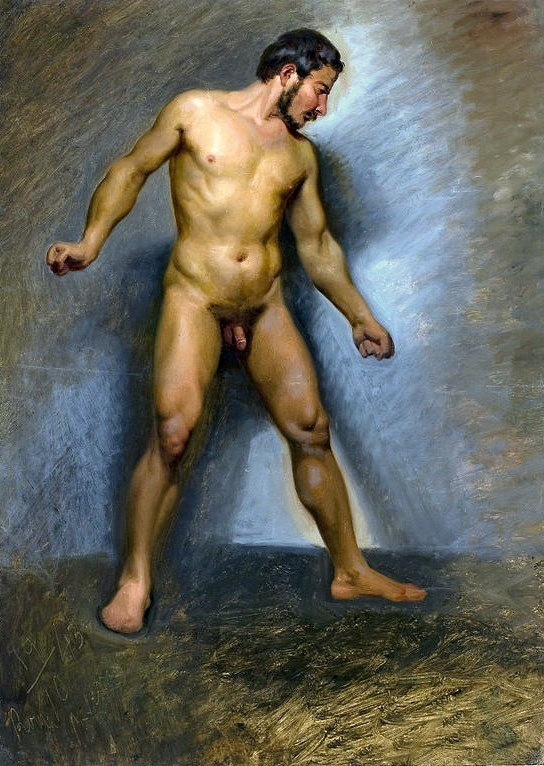
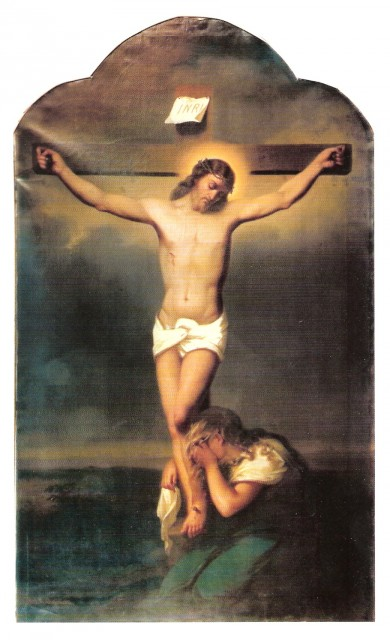